# -真天地開闢集團-慈愚挫愚
-真天地開闢集團-慈愚挫愚（日語：-真天地開闢集団-ジグザグ）是日本的視覺系樂團。隸屬音樂廠牌為GIZA studio旗下的CRIMZON （页面存档备份，存于） 。

## 簡介
以「對愚者伸出援手(愚かな者に救いの手を差し伸べる)」為概念於2016年正式開始活動。
他們的演唱會稱為「褉」，參加禊的歌迷稱為「參拜者」 ，歌迷俱樂部為「參拜者集會」 （页面存档备份，存于）。

## 成員
- 命 -mikoto-

稱號為「破壞的祈禱師」，樂團的主唱、吉他手。血型為O型。自稱在天界時的身高為168m，降臨凡間時體型會縮小成100分之1。參拜者習慣稱其為命様(mikotosama)。包辦樂團的設定、世界觀、作詞作曲、MV製作等大部分事務。
自稱0歲，但可回溯到34、35年前的前世記憶。命様擁有重複昇天與降臨循環的設定，源自於他在褉最後突然倒地的偶發演出，每次倒地便進行（更換造型）循環，截至2021年4月為第八代。
平時住在天界，辦褉時會降臨地面。
一反造型給人的印象，喜歡三麗鷗萌星之類可愛事物，認美樂蒂為女朋友。最近喜歡的角色是許願兔（ウィッシュミーメル）、小麥粉精靈（こぎみゅん）。原本的目標是組成身穿T恤和牛仔褲等隨興打扮的樂團，但為了引人注目而在設定樂團的世界觀時不小心添加過多要素，導致騎虎難下。
- 龍矢 -ryuya-

稱號為「鳴弦的陰陽師」，樂團的貝斯手。京都市出身。5月10日生，年齡26歲。身高約175cm。血型為A型。在蒼梓退團前原本擔任吉他手  。
特徵為恍若女性的可愛外貌。在MV中扮過花魁，也曾在喜愛的cosplay活動中多次扮女性角色。然而本人原本希望在樂團的形象是如影丸那般帥氣的裝扮，只是被命以「最好發揮自身特質」為理由勸阻。
經常擔任樂團周邊商品的示範模特兒，也偶爾接時裝模特兒的工作。
- 影丸 -kagemaru-

稱號為「禁忌的大忍」，樂團的鼓手。神戸出身。2月25日生，年齡27歲身高約170cm。血型為A型。設定上「由於經歷悲傷的過去而失去感情與聲帶所以無法說話」，但接受命施予將心聲化為聲音的法術後，便能暫時開口說話。
其實本人很健談，曾表示無法在談話節目上發言很難過。
當初是以支援鼓手身分隱身在布幕之後參與禊的演出，之後主動表示想加入樂團。本人在樂團原本想扮可愛的形象，但被命駁回至今。

## 前成員
- 刄 -jin-

稱號為「隱密的鬼人」，樂團的吉他手。
2018年1月28日因身體狀況不佳而退團，結束音樂活動。
- 蒼梓 -aoshi-

稱號為「風來的歌舞伎侍」，樂團的貝斯手。
2019年1月25日退團。

## 作品列表

### 數位流通音源
| 發行日期      | 標題                 | 備註 |
| ------------- | -------------------- | ---- |
| 2019年2月16日 | 優しい人             |      |
| 2019年3月2日  | 其れでも花よ、咲け。 |      |
| 2019年3月9日  | ゴミはゴミ箱へ       |      |
| 2019年3月16日 | 卒業                 |      |
| 2019年3月23日 | 顔が無理             |      |
| 2020年8月19日 | Requiem              |      |

## 商業搭配
| 年     | 曲名    | 搭配對象                                        |
| ------ | ------- | ----------------------------------------------- |
| 2020年 | Requiem | [TV朝日電視網]全國播放「BREAK OUT」 9月份片頭曲 |

## 外部連結
- -真天地開闢集団-ジグザグ 公式サイト （页面存档备份，存于）
- CRIMZON website （页面存档备份，存于）
- -真天地開闢集団-ジグザグ的X（前Twitter）
- 龍矢 -真天地開闢集団-ジグザグ的X（前Twitter）
- 影丸 -真天地開闢集団-ジグザグ的X（前Twitter）
- -真天地開闢集団-ジグザグ 命的Instagram帳戶
- -真天地開闢集団-ジグザグ 龍矢的Instagram帳戶
- -真天地開闢集団-ジグザグ 影丸的Instagram帳戶